# 鄭多惠 (1985年)
鄭多惠（韓語：정다혜，1985年6月18日—），韓國女演員。

## 演出作品

### 電視劇
- 2001年：SBS《鋼琴》飾演 韓珠熙
- 2002年：KBS《何時都撲通撲通》飾演 徐敏卿
- 2003年：KBS《媽媽向前衝》飾演 林多惠
- 2005年：KBS《18．29》飾演 李恩芝
- 2005年：MBC《赤腳青春》飾演 崔寶貝
- 2006年：MBC《金小姐的飛鏢》飾演 金志禮
- 2007年：MBC《9局下半2出局》
- 2007年：OCN《戀人分手》飾演 金惠瑩
- 2007年－至今：tvN《沒禮貌的英愛小姐》飾演 李英彩
- 2010年：MBC《Pasta》飾演 朴美熙
- 2017年：JTBC《有品位的她》飾演 吳景熙
- 2018年：MBC《過來抱抱我》飾演 千世景
- 2019年：tvN《沒禮貌的英愛小姐17》飾演 李英彩

### 電影
- 2003年：《Oh! Happy Day》飾演 孔善芝
- 2004年：《狼的誘惑》飾演 多凜
- 2008年：《孤立者》飾演 班導
- 2011年：《心臟跳動》飾演 羅秀瑩
- 2012年：《男女本色》飾演 水晶
- 2013年：《平凡的日子》飾演 正妍（友情演出）

### MV
- Travis《Yesterday》
- 李秀英《當愛情已離去》
- K.G《下雨的街頭》
- 2002年：Rain《壞男人》
- 2006年：BUZZ《不懂男人》

## 外部連結
- 鄭多惠的Instagram帳戶
- NAVER搜索 （页面存档备份，存于）